# Pleasantville (New York)
Pour les articles homonymes, voir Pleasantville (homonymie).
Pleasantville est un village du Comté de Westchester dans l'État de New York aux États-Unis.
La population était de 7 019 habitants en 2010.
C'est à Pleasantville que se trouve le siège social du magazine Reader's Digest.